# KIR2DS4
KIR2DS4 (англ. Killer cell immunoglobulin-like receptor 2DS4; CD158i) — мембранный белок семейства иммуноглобулино-подобных рецепторов, представленных на естественных киллерах. Продукт гена человека KIR2DS4.

## Функции
KIR2DS4 — мембранный гликопротеин из семейства иммуноглобулино-подобных рецепторов естественных киллеров KIR. Гены этого семейства — полиморфные и высокогомологичные, расположены у человека на участке 19-й хромосомы 19q13.4 в границах 1 Mb лейкоцитарного рецепторного комплекса LRC. Белки KIR кклассифицируются по числу внеклеточных иммуноглобулиновых доменов (2D или 3D) и по длинному (L) либо короткому (S) цитоплазматическому участку. Белки с длинным цитоплазматическим доменом передают ингибирующий сигнал после связывания с лигандом, что опосредовано ингибирующим ITIM-мотивом рецептора, тагда как рецепторы с коротким цитоплазматическим доменом не содержат ITIM-мотив и ассоциированы с белком, связывающим протеинтирозинкиназу TYRO, который переносит активирующий сигнал. Лиганды нескольких рецепторов KIR — тяжёлые цепи HLA из некоторых подтипов главного комплекса гистосовместимости класса I МНС-I. Таким образом рецепторы этого семейства играют важную роль в регуляции иммунного ответа. 
KIR2DS4 является рецептором аллели человеческого лейкоцитарного антигена HLA-C главного комплекса гистосовместимости класса МНС-I. В отличие от других рецепторов этого класса при стимуляции рецептор KIR2DS4 не ингибирует активность естественных киллеров.

## Структура
KIR2DS4 включает 304 аминокислоты, молекулярная масса — 33,6 кДа. Описана 1 изоформа гликопротеина, однако предположительно может существовать ещё до 7 изоформ белка.